# Trichonta maritima
Trichonta maritima är en tvåvingeart som beskrevs av Zaitzev 1997. Trichonta maritima ingår i släktet Trichonta och familjen svampmyggor. Inga underarter finns listade i Catalogue of Life.